# Bóng đá tại Đại hội Thể thao châu Á 2014 - Nữ
Bóng đá nữ tại Đại hội Thể thao châu Á 2014 được tổ chức tại Incheon và 3 thành phố khác ở Hàn Quốc từ ngày 14 tháng 9 - ngày 3 tháng 10, năm 2014. Trận đấu khai mạc đã được diễn ra trước ngày khai mạc Đại hội Thể thao châu Á 5 ngày. Trong giải đấu này, 11 đội bóng đá nữ tham gia tranh tài.

## Bốc thăm
Lễ bốc thăm cho giải đấu được tổ chức vào ngày 21 tháng 8 năm 2014.
| Nhóm 1                                                          | Nhóm 2                             | Nhóm 3   | Nhóm 4                                             |
| --------------------------------------------------------------- | ---------------------------------- | -------- | -------------------------------------------------- |
| Hàn Quốc (Chủ nhà) · Nhật Bản (Đương kim) · CHDCND Triều Tiên · | Trung Quốc · Việt Nam · Thái Lan · | Jordan · | Đài Bắc Trung Hoa · Hồng Kông · Ấn Độ · Maldives · |

## Các trận đấu

### Bảng A
| Đội      | Tr | T | H | B | BT | BB | HS  | Đ |
| -------- | -- | - | - | - | -- | -- | --- | - |
| Hàn Quốc | 3  | 3 | 0 | 0 | 28 | 0  | +28 | 9 |
| Thái Lan | 3  | 2 | 0 | 1 | 20 | 5  | +15 | 6 |
| Ấn Độ    | 3  | 1 | 0 | 2 | 15 | 20 | −5  | 3 |
| Maldives | 3  | 0 | 0 | 3 | 0  | 38 | −38 | 0 |

| Ấn Độ | 15–0    | Maldives |
| --- | ------- | -------- |
| Sasmita 5', 21', 26', 80', 88' · Kamala 18', 23', 31', 45+2', 65' · Bala 20', 45+1' · Ashalata 53' · Bembem 55' · Prameshwori 90+4' | Báo cáo |          |

| Hàn Quốc                                                                                      | 5–0     | Thái Lan |
| --------------------------------------------------------------------------------------------- | ------- | -------- |
| Jung Seol-bin 11' · Park Hee-young 25' · Yoo Young-a 60' · Jeon Ga-eul 80' · Choe Yu-ri 90+3' | Báo cáo |          |

| Thái Lan                                                                                      | 10–0    | Maldives |
| --------------------------------------------------------------------------------------------- | ------- | -------- |
| Nisa 12', 24', 42' · Pitsamai 23', 40', 45+2', 76' · Wilaiporn 33' · Orathai 58' · Naphat 63' | Báo cáo |          |

| Hàn Quốc | 10–0    | Ấn Độ |
| --- | ------- | ----- |
| Jeon Ga-Eul 7', 40', 61' (ph.đ.) · Yoo Young-a 9', 45', 63', 65' · Park Hee-young 36' · Jung Seol-bin 49', 79' | Báo cáo |       |

| Thái Lan                                                                         | 10–0    | Ấn Độ |
| -------------------------------------------------------------------------------- | ------- | ----- |
| Nisa 8', 9', 16', 39' · Kanjana 24', 27', 28', 35' · Pitsamai 47' · Naphat 90+2' | Báo cáo |       |

| Maldives | 0–13    | Hàn Quốc |
| -------- | ------- | --- |
|          | Báo cáo | Jung Seol-bin 9' · Aminath 24' (l.n.) · Lee So-dam 33' · Song Su-ran 36' · Park Hee-young 38' · Shin Dam-yeong 61' · Jeon Ga-eul 62' · Kwon Han-eul 66', 84' · Yoo Young-a 69', 82' · Cho So-hyun 75' · Choe Yu-ri 88' |

### Bảng B
| Đội               | Tr | T | H | B | BT | BB | HS  | Đ |
| ----------------- | -- | - | - | - | -- | -- | --- | - |
| Nhật Bản          | 3  | 2 | 1 | 0 | 15 | 0  | +15 | 7 |
| Trung Quốc        | 3  | 2 | 1 | 0 | 9  | 0  | +9  | 7 |
| Đài Bắc Trung Hoa | 3  | 0 | 1 | 2 | 2  | 9  | −7  | 1 |
| Jordan            | 3  | 0 | 1 | 2 | 2  | 19 | −17 | 1 |

| Jordan                      | 2–2     | Đài Bắc Trung Hoa                     |
| --------------------------- | ------- | ------------------------------------- |
| Al-Naber 45+7' · Jbarah 49' | Báo cáo | Lâm Nhã Hàm 15' · Vương Tương Huệ 26' |

| Nhật Bản | 0–0     | Trung Quốc |
| -------- | ------- | ---------- |
|          | Báo cáo |            |

| Trung Quốc                                                | 4–0     | Đài Bắc Trung Hoa |
| --------------------------------------------------------- | ------- | ----------------- |
| Hàn Bằng 7' · Dương Lệ 12' · Trương Duệ 38' · Mã Quân 47' | Báo cáo |                   |

| Nhật Bản | 12–0    | Jordan |
| --- | ------- | ------ |
| Kawasumi 5', 81' · Sugasawa 12', 39', 41' · Sakaguchi 20', 32', 71' · Abu Kasheh 36' (l.n.) · Kira 44', 49' · Miyama 60' | Báo cáo |        |

| Đài Bắc Trung Hoa | 0–3     | Nhật Bản                               |
| ----------------- | ------- | -------------------------------------- |
|                   | Báo cáo | Sakaguchi 3' · Kira 32' · Kawasumi 85' |

| Trung Quốc                              | 5–0     | Jordan |
| --------------------------------------- | ------- | ------ |
| Dương Lệ 10', 13', 42' · Lý Đông Na 36' | Báo cáo |        |

### Bảng C
| Đội               | Tr | T | H | B | BT | BB | HS  | Đ |
| ----------------- | -- | - | - | - | -- | -- | --- | - |
| CHDCND Triều Tiên | 2  | 2 | 0 | 0 | 10 | 0  | +10 | 6 |
| Việt Nam          | 2  | 1 | 0 | 1 | 5  | 5  | 0   | 3 |
| Hồng Kông         | 2  | 0 | 0 | 2 | 0  | 10 | −10 | 0 |

| CHDCND Triều Tiên                                                                     | 5–0     | Việt Nam |
| ------------------------------------------------------------------------------------- | ------- | -------- |
| Kim Yun-mi 5', 10' · Kim Un-ju 21' (ph.đ.) · Ri Ye-gyong 41' · Jong Yu-ri 84' (ph.đ.) | Báo cáo |          |

| Hồng Kông | 0–5     | CHDCND Triều Tiên                                                      |
| --------- | ------- | ---------------------------------------------------------------------- |
|           | Báo cáo | Wi Jong-sim 8' · Ri Ye-gyong 57', 64' · Ho Un-byol 67' · Ra Un-sim 83' |

| Việt Nam | 5–0     | Hồng Kông |
| --- | ------- | --------- |
| Vương Tố Nhàn 4' (l.n.) · Nguyễn Thị Tuyết Dung 14' · Nguyễn Thị Xuyến 45+1' (ph.đ.) · Nguyễn Thị Minh Nguyệt 69' · Phạm Hải Yến 80' | Báo cáo |           |

## Vòng đấu loại trực tiếp
Đài Loan và Hồng Kông là hai đội vị trí thứ ba có thành tích tốt nhất mặc dù thành tích của hai đội này không tốt, riêng Ấn Độ là đội vị trí thứ ba có số điểm thấp nhất nên bị loại.
|  | Tứ kết              | Tứ kết              |                     |   | Bán kết               | Bán kết               |                     |  | Chung kết | Chung kết |
|  |                     |                     |                     |   |                       |                       |                     |  |           |           |
|  | 26 tháng 9 năm 2014 |                     |                     |   |                       |                       |                     |  |           |           |
|  |                     |                     |                     |   |                       |                       |                     |  |           |           |
|  | Hàn Quốc            | 1                   |                     |   |                       |                       |                     |  |           |           |
|  | Hàn Quốc            | 1                   | 29 tháng 9 năm 2014 |   |                       |                       |                     |  |           |           |
|  | Đài Bắc Trung Hoa   | 0                   |                     |   |                       |                       |                     |  |           |           |
|  | Đài Bắc Trung Hoa   | 0                   | Hàn Quốc            | 1 |                       |                       |                     |  |           |           |
|  | 26 tháng 9 năm 2014 |                     | Hàn Quốc            | 1 |                       |                       |                     |  |           |           |
|  |                     |                     | CHDCND Triều Tiên   | 2 |                       |                       |                     |  |           |           |
|  | CHDCND Triều Tiên   | 1                   | CHDCND Triều Tiên   | 2 |                       |                       |                     |  |           |           |
|  | CHDCND Triều Tiên   | 1                   | 1 tháng 10 năm 2014 |   |                       |                       |                     |  |           |           |
|  | Trung Quốc          | 0                   |                     |   |                       |                       |                     |  |           |           |
|  | Trung Quốc          | 0                   | CHDCND Triều Tiên   | 3 |                       |                       |                     |  |           |           |
|  | 26 tháng 9 năm 2014 |                     | CHDCND Triều Tiên   | 3 |                       |                       |                     |  |           |           |
|  |                     | Nhật Bản            | 1                   |   |                       |                       |                     |  |           |           |
|  | Nhật Bản            | Nhật Bản            | 1                   | 9 |                       |                       |                     |  |           |           |
|  | Nhật Bản            | 29 tháng 9 năm 2014 |                     | 9 |                       |                       |                     |  |           |           |
|  | Hồng Kông           | 0                   |                     |   |                       |                       |                     |  |           |           |
|  | Hồng Kông           | 0                   | Nhật Bản            | 3 | Tranh huy chương đồng | Tranh huy chương đồng |                     |  |           |           |
|  | 26 tháng 9 năm 2014 |                     | Nhật Bản            | 3 | Tranh huy chương đồng | Tranh huy chương đồng |                     |  |           |           |
|  |                     |                     | Việt Nam            | 0 |                       | 1 tháng 10 năm 2014   | 1 tháng 10 năm 2014 |  |           |           |
|  | Thái Lan            | 1                   | Việt Nam            | 0 |                       | 1 tháng 10 năm 2014   | 1 tháng 10 năm 2014 |  |           |           |
|  | Thái Lan            | 1                   |                     |   | Hàn Quốc              | 3                     |                     |  |           |           |
|  | Việt Nam            | 2                   |                     |   | Hàn Quốc              | 3                     |                     |  |           |           |
|  | Việt Nam            | 2                   | Việt Nam            | 0 |                       |                       |                     |  |           |           |
|  |                     |                     |                     | 0 |                       |                       |                     |  |           |           |

### Tứ kết
| CHDCND Triều Tiên | 1–0     | Trung Quốc |
| ----------------- | ------- | ---------- |
| Ho Un-byol 73'    | Báo cáo |            |

| Thái Lan | 1–2     | Việt Nam                                        |
| -------- | ------- | ----------------------------------------------- |
| Nisa 51' | Báo cáo | Nguyễn Thị Liễu 53' · Nguyễn Thị Tuyết Dung 67' |

| Hàn Quốc        | 1–0     | Đài Bắc Trung Hoa |
| --------------- | ------- | ----------------- |
| Jeon Ga-eul 73' | Báo cáo |                   |

| Nhật Bản | 9–0     | Hồng Kông |
| --- | ------- | --------- |
| Masuya 3', 26' · Hà Oánh 10' (l.n.) · Nakajima 14' · Iwashimizu 49' · Kiryu 60', 81' · Takase 66' · Sugasawa 76' | Báo cáo |           |

### Bán kết
| Nhật Bản                                   | 3–0     | Việt Nam |
| ------------------------------------------ | ------- | -------- |
| Sakaguchi 24' · Osafune 53' · Sugasawa 74' | Báo cáo |          |

| Hàn Quốc          | 1–2     | CHDCND Triều Tiên                  |
| ----------------- | ------- | ---------------------------------- |
| Jung Seol-bin 12' | Báo cáo | Ri Ye-gyong 36' · Ho Un-byol 90+3' |

### Tranh huy chương đồng
| Hàn Quốc                                                  | 3–0     | Việt Nam |
| --------------------------------------------------------- | ------- | -------- |
| Kwon Han-eul 55' · Jung Seol-bin 57' · Park Hee-young 66' | Báo cáo |          |

### Chung kết
| CHDCND Triều Tiên                               | 3–1     | Nhật Bản       |
| ----------------------------------------------- | ------- | -------------- |
| Kim Yun-mi 12' · Ra Un-sim 52' · Ho Un-byol 87' | Báo cáo | Miyama Aya 56' |

### Huy chương vàng
| Vô địch Bóng đá nữ Asiad 2014 CHDCND Triều Tiên Lần thứ ba |

## Thống kê

### Cầu thủ ghi bàn
8 bàn
- Nisa Romyen (THA)

7 bàn
- Yoo Young-a (KOR)

6 bàn
- Jeon Ga-eul (KOR)
- Jung Seol-bin (KOR)

5 bàn
- Dương Lệ (CHN)
- Kamala Devi (IND)
- Sasmita Malik (IND)
- Sakaguchi Mizuho (JPN)
- Sugasawa Yuika (JPN)
- Pitsamai Sornsai (THA)

4 bàn
- Ri Ye-gyong (PRK)
- Ho Un-byol (PRK)
- Park Hee-young (KOR)
- Kanjana Sung Ngoen (THA)

3 bàn
- Kawasumi Nahomi (JPN)
- Kira Chinatsu (JPN)
- Kim Yun-mi (PRK)
- Kwon Han-eul (KOR)

2 bàn
- Bala Devi (IND)
- Masuya Rika (JPN)
- Kiryu Nanase (JPN)
- Miyama Aya (JPN)
- Ra Un-sim (PRK)
- Choe Yu-ri (KOR)
- Naphat Seesraum (THA)
- Nguyễn Thị Tuyết Dung (VIE)

1 bàn
- Hàn Bằng (CHN)
- Lý Đông Na (CHN)
- Mã Quân (CHN)
- Trương Duệ (CHN)
- Lin Ya-han (TPE)
- Wang Hsiung-huei (TPE)
- Ashalata Devi (IND)
- Bembem Devi (IND)
- Prameshwori Devi (IND)
- Osafune Kana (JPN)
- Iwashimizu Azusa (JPN)
- Nakajima Emi (JPN)
- Takase Megumi (JPN)
- Stephanie Al-Naber (JOR)
- Maysa Jbarah (JOR)
- Jong Yu-ri (PRK)
- Kim Un-ju (PRK)
- Wi Jong-sim (PRK)
- Cho So-hyun (KOR)
- Lee So-dam (KOR)
- Shim Dam-yeong (KOR)
- Song Su-ran (KOR)
- Orathai Srimanee (THA)
- Wilaiporn Boothduang (THA)
- Nguyễn Thị Liễu (VIE)
- Nguyễn Thị Xuyến (VIE)
- Nguyễn Thị Minh Nguyệt (VIE)
- Phạm Hải Yến (VIE)

Phản lưới nhà
- Ala'a Abu Kasheh (JOR) (trận gặp  Nhật Bản)
- Hà Oánh (HKG) (trận gặp  Nhật Bản)
- Vương Tố Nhàn (HKG) (trận gặp  Việt Nam)
- Aminath Leeza (MDV) (trận gặp  Hàn Quốc)